# Matsuda Yusuke
Matsuda Yusuke (松田 悠佑 Matsuda Yusuke, sinh ngày 23 tháng 4 năm 1991) là một cầu thủ bóng đá người Nhật Bản. Anh thi đấu cho MIO Biwako Shiga. Kosuke Matsuda is his brother.

## Sự nghiệp thi đấu
Matsuda Yusuke gia nhập câu lạc bộ J3 League; FC Ryukyu năm 2014. Vào tháng 6 năm 2015, anh chuyển đến Saurcos Fukui. Năm 2016, anh chuyển đến Tochigi Uva FC.

## Thống kê câu lạc bộ
Cập nhật đến ngày 27 tháng 2 năm 2018.
| Thành tích câu lạc bộ | Thành tích câu lạc bộ | Thành tích câu lạc bộ      | Giải vô địch | Giải vô địch | Cúp                   | Cúp                   | Tổng cộng | Tổng cộng |
| Mùa giải              | Câu lạc bộ            | Giải vô địch               | Số trận      | Bàn thắng    | Số trận               | Bàn thắng             | Số trận   | Bàn thắng |
| Nhật Bản              | Nhật Bản              | Nhật Bản                   | Giải vô địch | Giải vô địch | Cúp Hoàng đế Nhật Bản | Cúp Hoàng đế Nhật Bản | Tổng cộng | Tổng cộng |
| --------------------- | --------------------- | -------------------------- | ------------ | ------------ | --------------------- | --------------------- | --------- | --------- |
| 2014                  | FC Ryukyu             | J3 League                  | 7            | 0            | 1                     | 0                     | 8         | 0         |
| 2015                  | FC Ryukyu             | J3 League                  | 0            | 0            | 0                     | 0                     | 0         | 0         |
| 2015                  | Saurcos Fukui         | JRL (Hokushinetsu, Div. 1) | 6            | 3            | 1                     | 0                     | 7         | 3         |
| 2016                  | Tochigi Uva FC        | JFL                        | 29           | 1            | 1                     | 0                     | 30        | 1         |
| 2017                  | Tochigi Uva FC        | JFL                        | 28           | 0            | 2                     | 0                     | 30        | 0         |
| Tổng                  | Tổng                  | Tổng                       | 70           | 4            | 5                     | 0                     | 75        | 4         |